# Novara
Novara är en stad och kommun i Piemonte i nordvästra i Italien, huvudort i provinsen Novara. Kommunen hade 104 279 invånare (2018). och gränsar till kommunerna Caltignaga, Cameri, Casalino, Galliate, Garbagna Novarese, Granozzo con Monticello, Nibbiola, Romentino, San Pietro Mosezzo och Trecate. Novara är vänort till Umeå. 
Volleybollagen AGIL Volley och Asystel Volley kommer från Novara. De har i olika perioder sedan 2000 nått betydande framgångar både i Italien och internationellt med segrar i de europeiska cupturneringarna CEV Champions League och CEV Cup.

## Historia
Novara grundades under sista århundradet f. Kr. som romersk koloni under namnet Novaria. På 1100-talet blev staden självständig men kom från 1322 att styras av Milano. Novaras katedral härrör från 1000-talet, dess baptisterium från Romartid. Kyrkan San Gaudenzio härrör från 1577. Novara har varit skådeplats för två fältslag: dels slaget vid Novara (1513) då franska trupper som belägrade Novara besegrades av schweiziska legosoldater och tvingades utrymma Italien samt då österrikarna under Radetzky 23 mars 1849 segrade över den sardinska armén under kung Karl Albert i slaget vid Novara. Under början av 1900-talet var Novara känd för sin bomulls-, siden-, och maskinindustri samt sin kartografiska anstalt.